# Коротаев, Юрий Павлович
Юрий Павлович Коротаев (11 сентября 1926 года, г. Коломна — 27 мая 2004 года) — ведущий учёный и педагог в области разработки газовых и газоконденсатных месторождений, доктор технических наук (1966.), профессор (1967 г.), лауреат Государственных премий СССР и Российской Федерации.

## Детство
Учился в школе № 24 и Коломенском машиностроительном техникуме, работал слесарем на Коломенском тепловозостроительном заводе.

## Газпром ВНИИГАЗ
- В сентябре 1943 г. был принят в Московский нефтяной институт им. И. М. Губкина, который окончил в 1949 г.
- С 1949 г. — научный сотрудник, старший научный сотрудник, руководитель сектора ВНИИГаза, руководитель лаборатории по комплексным исследованиям пластов и скважин,
- Заместитель директора ВНИИГаза по научной работе (1963—1971)

## Российский государственный университет нефти и газа имени И. М. Губкина
- C 1971 г. — заведующий кафедрой разработки и эксплуатации газовых и газоконденсатных месторождений
- Проректор по научной работе Московского института нефтехимической и газовой промышленности (Академии нефти и газа)(1973—1978)

## Научно-производственные достижения
Автор 425 научных работ, 25 монографий, 5 учебников, 34 авторских свидетельств.
- Теория и опыт разработки месторождений природного газа (соавтор Вяхирев Р. И.),
- Теория и опыт добычи газа (соавторы Вяхирев Р. И., Кабанов Н. И.),
- Избранные труды 3 тома (1996—1999)

## Награды и звания
- Награждён орденом «Знак Почёта» за ускоренный ввод Оренбургского газоконденсатного месторождения (1976).
- Дважды лауреат Государственной премии СССР за комплекс научно-технических решений по ускоренному вводу и разработку Медвежьего газового месторождения в условиях Крайнего Севера (в соавторстве, 1978) и — за освоение нефтегазовых ресурсов (1986);
- Лауреат Государственной премии Российской Федерации за разработку комплекса научно-технических решений, обеспечивающих надежность добычи природного газа при энергосберегающих технологиях и повышение газо- и конденсатоотдачи недр (1997),
- Заслуженный деятель науки Российской Федерации (1997);
- Дважды лауреат премии имени академика И. М. Губкина (1975, 1983).
- Почетный нефтяник (1986),
- Заслуженный работник Минтопэнерго России (1996).
- Серебряная медаль РАЕН им. П. Капицы (1996).

## Основные труды
- Коротаев Юрий Павлович. Избранные труды Т. 1-3 ОАО "Издательство «Недра». М. 2002

## Память

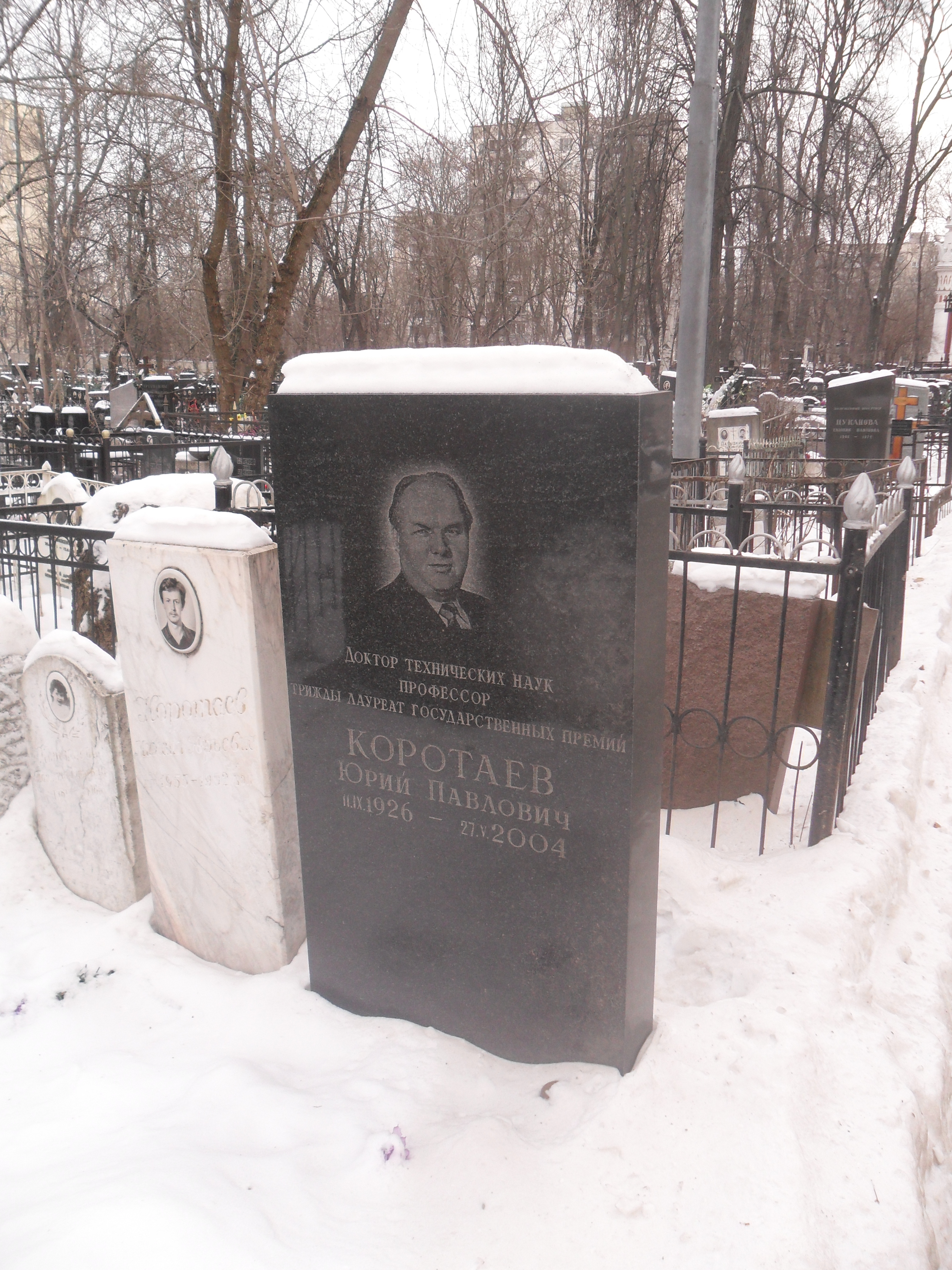
Могила Коротаева на Преображенском кладбище Москвы.

Похоронен на Преображенском кладбище в Москве.

## О нем
- на сайте Российского государственного университета нефти и газа им И. М. Губкина
- Алексей Курганов. Школа Коротаева
- Ермолаев А. И., Жиденко Г. Г. Выдающиеся ученые РГУ нефти и газа им. И. М. Губкина. Жизнь, отданная газовому делу (о Ю. П. Коротаеве) ж. «Газовая промышленность» № 9, 2006. с. 112
- Коротаев Юрий Павлович
- Коротаев Юрий Павлович (1926—2004). ж. «Нефтегазовая вертикаль», № 15-16, (267), август 2011 г., с.120